# Avgust 2007
Dogodki v avgustu 2007.

## Arhivirane novice
| avgust 2007 |
|             |